# Нова Македония
„Нова Македония“ (на македонска литературна норма: „Нова Македонија“) е най-старият ежедневен вестник в Северна Македония.
Вестникът е основан с решение на президиума на АСНОМ и традиционно е държавен вестник, пропагандиращ правителствената гледна точка в страната.
За пръв път вестникът излиза на 29 октомври 1944 година в Горно Врановци и е смятан за първия документ на македонската писмена норма. Първият главен редактор му е Васил Ивановски. Вторият брой на вестника излиза в Битоля, а третия в Скопие на 22 ноември 1944 г. Вестникът се издава от Агитационно-пропагандната комисия при ЦК на МКП начело на която е Веселинка Малинска. Освен Ивановски редактор на вестника е и Деян Алексич. Сред тогавашните репортери на вестника са Анга Вейнович (Джувалековска), Драголюб Будимовски, Иван Точко, Василие Попович – Цицо и Блаже Конески.
Бившият собственик на вестника, държавната компания „Нова Македония“ АД, е ликвидирана през 2003 година, но вестникът оцелява и след тази година е 100% собственост на Зоран Николов и неговата IT компания ЗОНИК от Скопие.
- Кръсте Цървенковски с редактори на Нова Македония, 1963 г.
- Писмо от Президиума на АСНОМ с искане да се изпращат броеве на вестника от 6 декември и отговор от „Нова Македония“, 8 декември 1944 г.